# Tomasz J. Kowalski
Tomasz Jerzy Kowalski (ur. 15 stycznia 1946 w Lublinie, zm. 6 lutego 2016) – polski fizyk, historyk i popularyzator lotnictwa, instruktor modelarski.

## Życiorys
Z wykształcenia był fizykiem, absolwentem fizyki teoretycznej na Uniwersytecie Mikołaja Kopernika w Toruniu (1968). Dyplom uzyskał pod kierunkiem prof. Wiesława Woźnickiego. W latach 1968–1977 był starszym asystentem w Zakładzie Mechaniki Instytutu Fizyki macierzystej uczelni, potem przeszedł do pracy nauczycielskiej w Zespole Szkół Samochodowych w Toruniu.
Był instruktorem modelarstwa Aeroklubu Pomorskiego oraz kierownikiem Toruńskiego Klubu Modelarstwa Redukcyjnego „Samolocik”. Był prekursorem polskiej literatury w zakresie malowania i oznakowania statków powietrznych, publikując (jako Tomasz J. Kowalski) między innymi na łamach „Skrzydlatej Polski” oraz w ramach cyklu Godło i barwa.
W 2001 należał do komitetu założycielskiego Stowarzyszenia Rodzin Katolickich Diecezji Toruńskiej.

## Publikacje
- Godło i barwa w lotnictwie polskim 1918–1939 (Wydawnictwa Komunikacji i Łączności, Warszawa 1981; ISBN 83-206-0149-5, ISBN 978-83-206-0149-7)
- Godło i barwa w lotnictwie polskim: 1939–1945 (Wydawnictwa Komunikacji i Łączności, Warszawa 1987; ISBN 83-206-0616-0)[4]